# Conquista otomana de Morea

El Despotado de Morea en 1450, dividido entre los dos hermanos, los déspotas Tomás y Demetrio Paleólogo.

La conquista otomana de Morea se produjo en dos fases, en 1458 y 1460, y marcó el fin del Despotado de Morea, uno de los últimos vestigios del Imperio bizantino, que se había extinguido con la caída de Constantinopla en 1453.
El Despotado de Morea se había fundado como un territorio autónomo gobernado por miembros de la dinastía imperial bizantina de los Paleólogos. Durante los siglos XIV y XV, fue escenario del último florecimiento de la cultura bizantina, pero en la década de 1420 sufrió repetidos ataques de los invasores otomanos al mando de Turahan Bey, y fue reducido a un vasallo tributario por el sultán Murad II en 1446. A partir de 1449, estuvo gobernado por los hermanos Demetrio Paleólogo y Tomás Paleólogo, quienes mantuvieron una rivalidad constante: se repartieron la península de Morea y descuidaron el pago de tributos al sultán. Habiendo perdido la paciencia con los hermanos en disputa y decidido a evitar que Morea sirviera de trampolín para una cruzada occidental contra él tras la toma de Constantinopla, el sultán Mehmed II invadió la península en mayo de 1458. Mientras una parte de sus fuerzas sitió el Acrocorinto, el resto la asoló. Tras la caída de Acrocorinto, los dos hermanos Paleólogos capitularon. Acrocorinto, la capital de Tomás, Patras, y gran parte del norte de la península quedaron bajo dominio otomano directo; los Paleólogos quedaron como gobernantes tributarios en la mitad sur, que incluía la capital del Despotado, Mistrá.
Tan pronto como el sultán se fue, la disputa entre los dos hermanos se reanudó, con Demetrio moviéndose a una postura pro-otomana y Tomás, quien había perdido la mayor parte de su dominio, buscando cada vez más ayuda occidental. Tomás se levantó en rebelión en enero de 1459, lo que llevó a Demetrio a solicitar ayuda otomana a los gobernadores instalados en la península norte. Mehmed II intentó mediar entre los hermanos, pero la guerra civil se reanudó poco después. Reforzado por contingentes italianos, Tomás tomó la delantera; Demetrio se retiró a Monemvasia y envió emisarios para rogar al sultán por su ayuda, mientras que el papa Pío II intentó conseguir apoyo occidental para una cruzada anti-otomana en el Concilio de Mantua. En abril de 1460, Mehmed II lideró su segunda invasión de Morea. Primero aseguró la rendición de Demetrio y los territorios restantes bajo el control de este último, incluyendo Mistrá, antes de trasladarse al oeste a las tierras en poder de Tomás, quien huyó a Corfú con su familia. Las últimas fuentes de resistencia en la península fueron sometidas en julio de 1461, y Morea se convirtió en provincia otomana. El dominio otomano se vio desafiado durante la Primera Guerra otomano-veneciana, que estalló en 1463, en la que la República de Venecia intentó sin éxito capturar la península; las restantes fortalezas costeras venecianas se fueron reduciendo gradualmente hacia 1540. Salvo un período de dominio veneciano entre 1685 y 1715, Morea permaneció en manos otomanas hasta el estallido de la guerra de Independencia de Grecia en 1821.

## Antecedentes: el Despotado de Morea y el Imperio otomano
Después de la cuarta cruzada (1203-1204), la península de Morea (Peloponeso), en el sur de Grecia, fue conquistada por los cruzados europeos («francos») y se convirtió en el Principado de Acaya. La República de Venecia, que también reivindicaba el dominio sobre Morea en virtud de la Partitio Romaniae, se adaptó a la situación y conservó para sí únicamente los dos fuertes estratégicos de Modona y Corone en Mesenia, en el extremo suroeste de la península. El dominio bizantino fue restaurado sobre la parte sureste de Morea, alrededor de la fortaleza de Mistrá, en 1262, y se extendió gradualmente hacia el interior, a expensas de Acaya. En 1349, la provincia bizantina de Morea se convirtió en un infantado semiautónomo bajo un príncipe con el título de déspota, que dirigía su propia administración y sistema tributario; después de 1380, el Despotado de Morea estuvo en manos de los hijos menores de la dinastía gobernante de los Paleólogos. Las constantes guerras y las incursiones turcas en la costa y el interior despoblaron gravemente la campiña de Morea; para combatir la falta de mano de obra, los déspotas alentaron el asentamiento de un gran número de inmigrantes albaneses en la península. Los déspotas también se enfrentaron a la frecuente oposición de la nobleza moreota, que resentía la llegada y el nombramiento en altos cargos de personas de fuera de la península por parte de los déspotas, así como la imposición de nuevos impuestos y la restricción de su autonomía por parte de la administración de los déspotas.

### Primera ola de expansión otomana y su impacto en Morea

Mapa de los Balcanes meridionales y Anatolia occidental en 1410. Los territorios otomanos y otros territorios turcos están marcados en tonos marrones, el territorio bizantino en rosa y las áreas venecianas y con influencia veneciana en verde.

Hacia finales del siglo XIV, la rápida expansión del Imperio otomano en los Balcanes convirtió a los otomanos en un factor determinante en la política moreota. Ya en 1387, el general otomano Evrenos Bey realizó incursiones en la Morea, hasta las colonias venecianas de Modona y Corone. El déspota Teodoro I Paleólogo incluso juró vasallaje al sultán Murad I ese mismo año; y las disputas de Teodoro con los magnates locales fueron utilizadas por el sultán Bayezid I para obligarlo a entregar varias fortalezas en Morea, con lo cual Teodoro rompió su vasallaje. Siguieron otras incursiones otomanas en 1394-1395 y 1397, en las que el ejército del déspota fue derrotado y la península saqueada. La creciente amenaza otomana llevó a Teodoro a vender todo el Despotado a los caballeros hospitalarios en 1399, mientras que los venecianos esperaban formar una liga de gobernantes francos y bizantinos contra la amenaza otomana y fortificar la península en el istmo de Corinto reconstruyendo el muro del Hexamilión.
La derrota otomana en la batalla de Ankara en 1402 y la posterior guerra civil del Interregno otomano eliminaron la amenaza otomana para el futuro inmediato, lo que permitió a Teodoro recuperar el Despotado de los hospitalarios en 1402-1404. En 1415-1416, el emperador Manuel II Paleólogo llegó a Morea en persona, fortificando el Hexamilión e imponiendo su autoridad sobre los potentados locales; esto fue seguido por un resurgimiento del poder bizantino en la península, ya que las fuerzas bizantinas capturaron la mayor parte de Mesenia y amenazaron Patras. En el período más pacífico después de 1402, el Despotado de Morea prosperó y vio un importante florecimiento de la cultura bizantina tardía; su capital, Mistrá, atrajo a filósofos y eruditos, y estuvo dotada de numerosas iglesias hermosas. Venecia tampoco permaneció inactiva: además de las fortalezas nororientales de Nauplia y Argos, que había adquirido en 1388 y 1394 respectivamente, la República amplió sus posesiones mesenias adquiriendo Pilos (Navarino o Port de Jonc) en 1423.

### Fin del Principado de Acaya y resurgimiento de la amenaza otomana

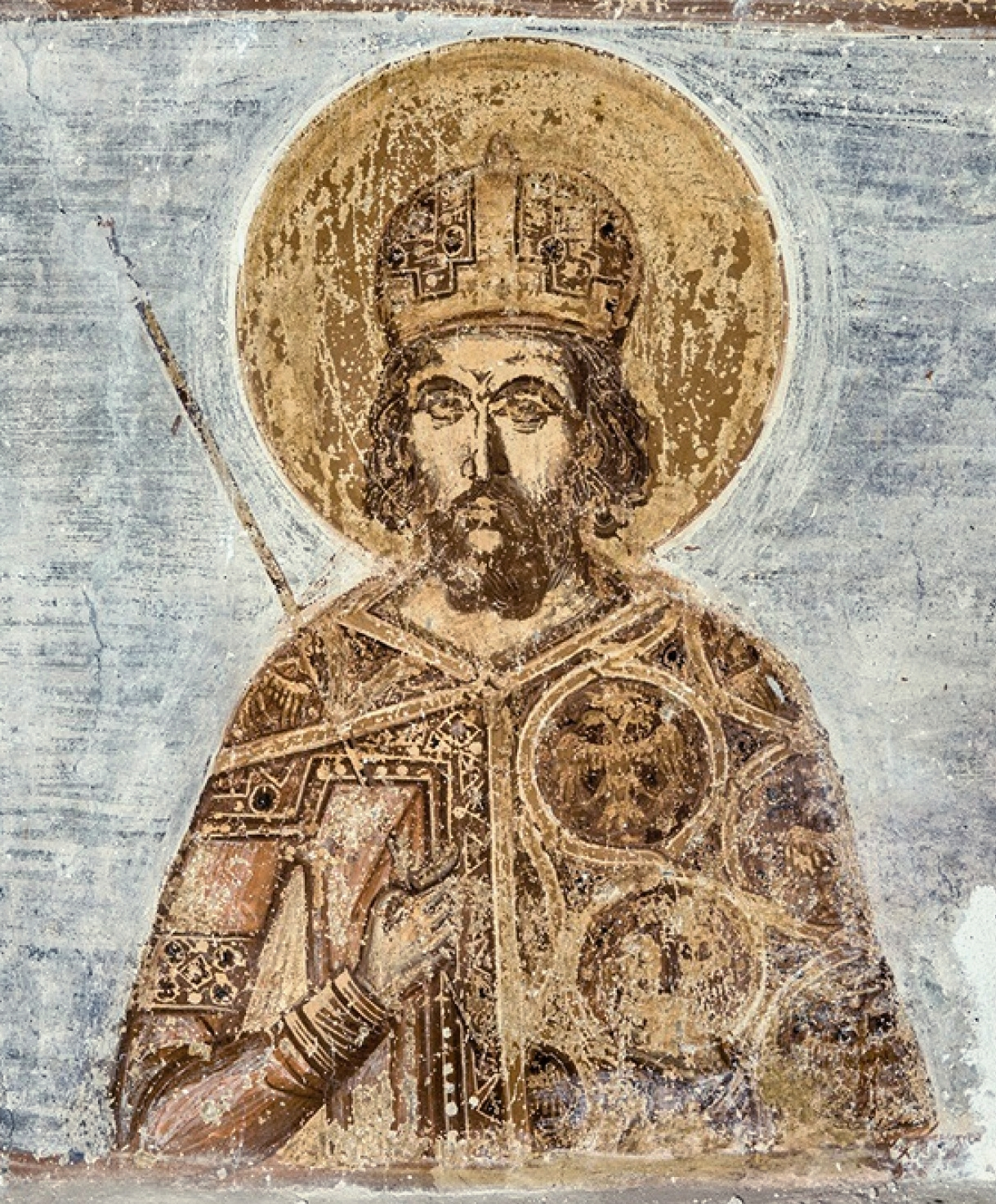
Fresco del de Constantino Paleólogo como emperador.

En 1429-1432, una campaña bizantina concertada finalmente terminó con el Principado de Acaya: el déspota Constantino Paleólogo (que luego gobernaría como el último emperador bizantino) se apoderó de Patras, mientras que su hermano, el déspota Tomás Paleólogo, mediante una combinación de fuerza y diplomacia matrimonial, se apoderó de las posesiones del último príncipe de Acaya, Centurione II Zaccaria, las baronías de Chalandritsa y Arcadia. Aparte de las posesiones venecianas, toda Morea estaba de nuevo en manos bizantinas. Estos éxitos fueron precarios, ya que la amenaza otomana revivió al mismo tiempo: en 1423, el gobernante otomano semiautónomo de Tesalia, Turahan Bey, lanzó una incursión devastadora en Morea, rompiendo la muralla del Hexamilion con facilidad. Otra incursión otomana en 1425 esclavizó a miles de moreotas griegos y albaneses, y en 1431 Turahan regresó, superando una vez más las defensas del Hexamilión. Como comentó el historiador John Van Antwerp Fine Jr., por ahora «los otomanos buscaban saquear y ablandar la zona. Todavía no conquistaban ciudades ni anexaban territorio alguno. Pero el destino anterior de Tesalia y el de la mayor parte de Epiro en 1430-31 debería haber sido un mensaje claro para Morea de que sus días estaban contados».
En 1435, el déspota Constantino intentó absorber el vecino Ducado franco de Atenas, pero su intento fracasó porque los barones locales prefirieron convertirse en vasallos otomanos que arriesgarse a la expropiación a manos de los bizantinos. El intento se repitió en 1444, aprovechando la desviación otomana hacia el norte para hacer frente a la cruzada de Varna: el duque de Atenas, Nerio II Acciaioli, reconoció la soberanía bizantina, y las fuerzas de Constantino marcharon, restaurando el dominio bizantino hasta el sur de Tesalia y los territorios valacos del Pindo a finales de 1445. Sin embargo, tras la derrota de la cruzada, los otomanos giraron de nuevo hacia el sur, y en noviembre de 1446 se encontraron una vez más ante el Hexamilión; todas las ganancias de Constantino en Grecia central se habían perdido. Los venecianos, indignados porque Constantino, durante sus campañas, les había arrebatado el puerto de Vitrinitsa, se negaron a prestarles ayuda.  Las negociaciones fracasaron y los otomanos atacaron el Hexamilión. Tras dos semanas, con ayuda de la artillería, la muralla fue asaltada; el ejército moreota se desintegró en lugar de enfrentarse a ellos, y los otomanos procedieron a devastar Morea. Sesenta mil fueron llevados como esclavos, y las tropas otomanas se retiraron solo después de que Constantino y Tomás se convirtieran en vasallos del sultán y prometieran no reconstruir el Hexamilion.
En enero de 1449, Constantino ascendió al trono bizantino en Constantinopla y dejó Morea, que quedó dividida en dos mitades: Tomás conservó la mitad occidental, mientras que el joven Demetrio recibió la oriental. Los dos hermanos eran prácticamente desconocidos, pues habían vivido separados desde la infancia; rápidamente discutieron, no solo por la posesión del distrito de Eskorta, sino también por motivos religiosos e ideológicos: Tomás apoyaba la unión de la Iglesia bizantina con la Iglesia católica, mientras que Demetrio se oponía. La disputa desembocó en una guerra abierta, que duró hasta que Turahan Bey impuso un acuerdo a los dos déspotas que dejaba Eskorta en manos de Tomás, pero le obligaba a entregar a cambio Kalamata y Mesenia a Demetrio.

### Mehmed II y el Despotado de Morea

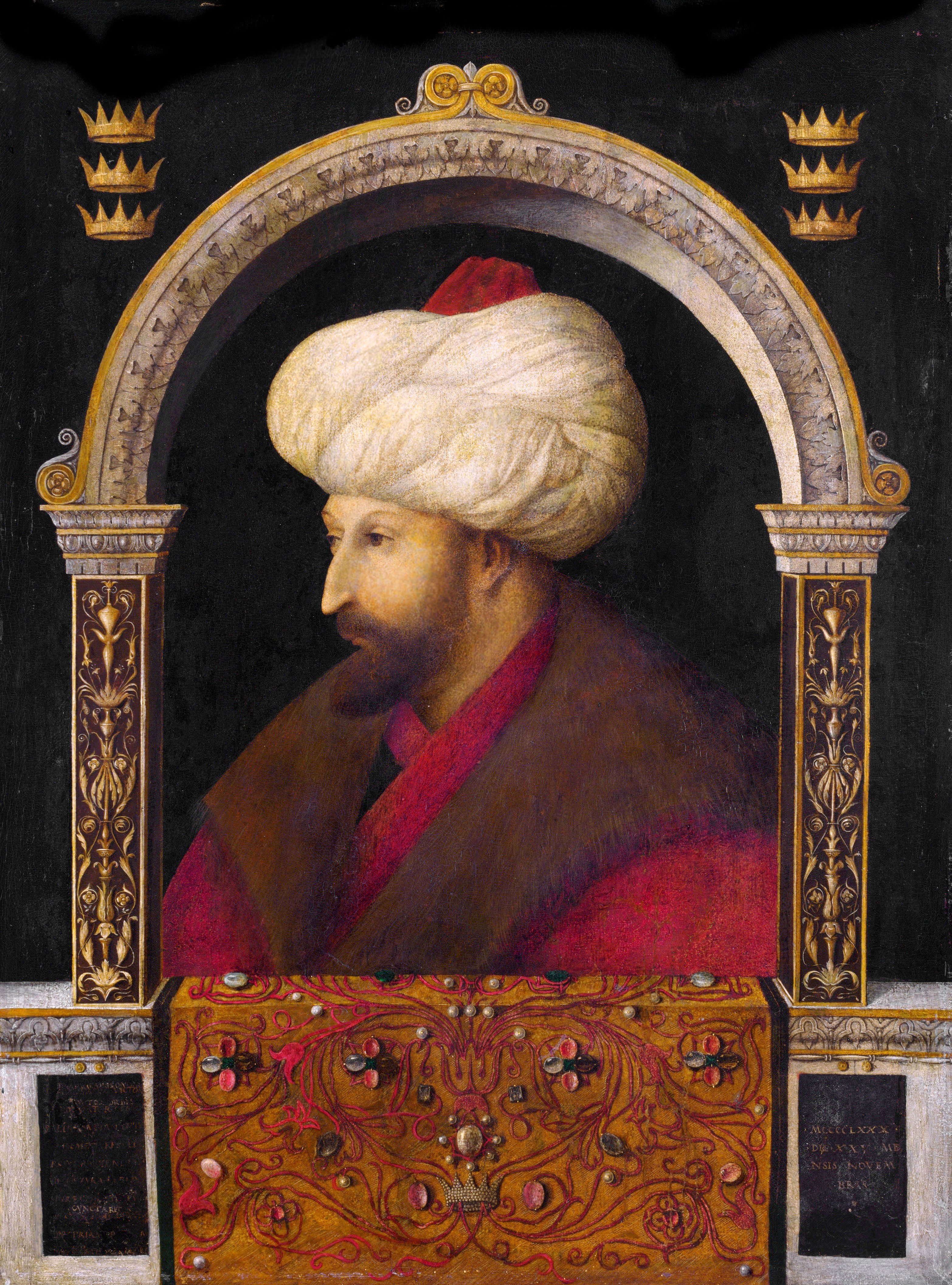
Retrato de Mehmed II por Gentile Bellini.

En 1451, un nuevo sultán otomano, Mehmed II, ascendió al trono e inmediatamente comenzó los preparativos para un asalto final a Constantinopla. Para evitar que los déspotas ayudaran a Constantinopla, en octubre de 1452, Turahan dirigió una gran fuerza hacia Morea, atravesó el Hexamilion, recorrió la península casi a voluntad e invernó allí. El único éxito bizantino fue la derrota y captura del hijo de Turahan, Ahmed, por Mateo Paleólogo Asen. 
La caída de Constantinopla el 29 de mayo de 1453 tuvo grandes repercusiones en el Peloponeso, y al principio los dos déspotas se prepararon para huir a Italia, antes de que Mehmed II les informara que podían permanecer en el cargo como vasallos tributarios. En otoño, estalló una rebelión contra los impopulares déspotas por parte de los inmigrantes albaneses, aunque también encontró apoyo entre los griegos nativos y se extendió rápidamente: Tomás y Demetrio se encontraron asediados en sus capitales, Patras y Mistrá. Los rebeldes pidieron ayuda veneciana, y aunque esta no se materializó (la República se resistía a verse arrastrada a un posible conflicto con los otomanos), esto alarmó al sultán.
Como vasallos del sultán, los déspotas solicitaron la ayuda otomana; primero Ömer, hijo de Turahan, y luego el propio Turahan hicieron campaña en Morea, sofocando la revuelta. Turahan aconsejó a los dos déspotas que resolvieran sus diferencias y gobernaran con rectitud, y luego abandonó la península. Al mismo tiempo, el tributo que los déspotas debían al sultán se incrementó aún más, a diez mil o doce mil ducados de oro cada uno, mientras que algunos magnates locales aprovecharon la oportunidad para convertirse en súbditos directos del sultán, eludiendo a los déspotas. La erosión de la autoridad de los hermanos también implicó que se les retuvieran los impuestos con frecuencia, lo que les impidió pagar el nuevo tributo, más elevado; para 1458, debían el equivalente a tres años de tributo.
Incluso ante esta situación, los dos déspotas mantuvieron su disputa. No solo eso, sino que cada hermano persiguió por separado sus propios planes para recibir ayuda de Europa Occidental: Tomás envió al erudito Juan Argirópulo, mientras que Demetrio envió a Franculio Servópulo. Casado con Catalina Zaccaria, hija del último príncipe de Acaya, y prounionista, Tomás era el más prooccidental de los dos, mientras que Demetrio adoptó cada vez más una postura prootomana, o al menos prefirió no arriesgar el statu quo, sobre todo porque sus súplicas a los gobernantes occidentales resultaron infructuosas. Sin embargo, la noticia de esta actividad llegó a Mehmed II, quien, en palabras del bizantinista Donald Nicol, «estaba asombrado por la conducta de los déspotas Tomás y Demetrio. Eran sus vasallos jurados. Había hecho todo lo posible para mantenerlos en el poder. Sin embargo, tan pronto como les dio la espalda, escuchó que estaban conspirando con el papa, con el duque de Milán y con el rey de Francia para arrastrar al mundo occidental a una cruzada».
Según el historiador contemporáneo Critóbulo de Imbros, cuando Mehmed II puso a los déspotas ante la opción de pagar el tributo adeudado o entregarle Morea, los déspotas recaudaron el dinero pero lo guardaron para sí mismos, posiblemente con la esperanza de una intervención occidental, alentados por la presencia de un escuadrón papal bajo el mando de Ludovico Trevisano en el Egeo. Estas esperanzas fueron en vano: a pesar de los denodados esfuerzos, el papa Calixto III no logró reunir a los príncipes occidentales para la cruzada anti otomana, o incluso en asegurar fondos y tropas suficientes para el caudillo albanés Skanderbeg, que resistía las incursiones otomanas en Albania en ese momento.

## Caída de Morea

### Primera campaña moreota de Mehmed II (1458)
Las disputas de los déspotas, la infidelidad y la incapacidad de pagar el tributo prometido llevaron a Mehmed II a decidir emprender una campaña en Morea. Los preparativos comenzaron a finales de 1457, y el sultán partió al frente de su ejército desde Adrianópolis en la primavera de 1458. El sultán detuvo su marcha en Tesalia para dar descanso a su ejército y, según Critóbulo, para dar tiempo a los déspotas a enviar emisarios y resolver sus asuntos pacíficamente. Finalmente, solo llegaron los emisarios de Tomás, con cuatro mil quinientos ducados, cuando los exploradores del ejército otomano ya estaban explorando los accesos septentrionales al istmo de Corinto.

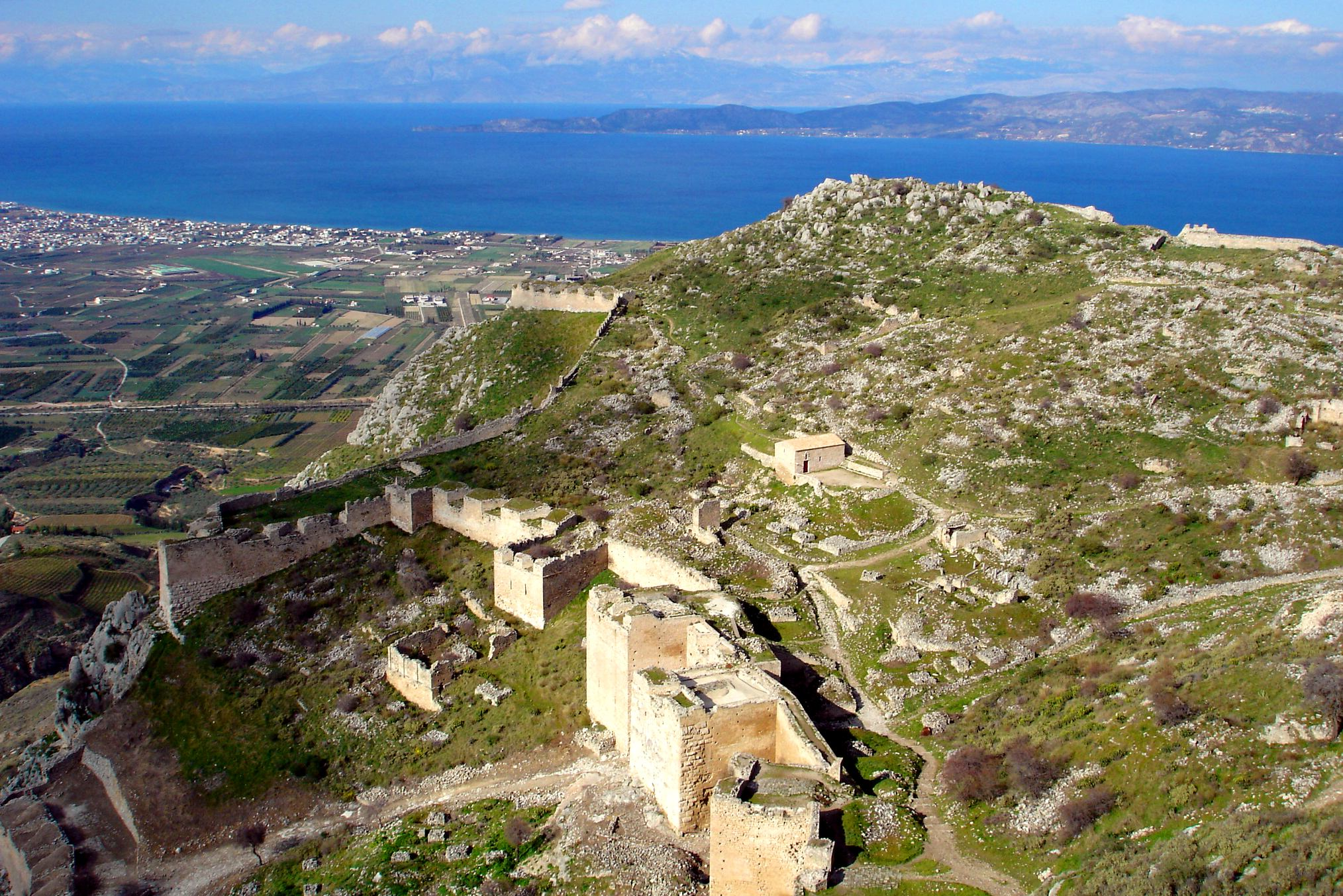
Vista desde la cima del Acrocorinto, al norte hacia el Golfo de Corinto.

El ejército otomano entró en Morea el 15 de mayo. Con el Hexamilion destruido, las fuerzas del sultán se dirigieron a Acrocorinto, que pertenecía a los dominios de Demetrio. Controlada por Nicéforo Lukanes, la fortaleza resistió, por lo que el sultán dejó a sus tropas anatolias para sitiar la fortaleza, mientras él conducía al resto de su ejército al interior de la península. El sultán atacó principalmente las partes norte y oeste de Morea, probablemente no por accidente, ya que estos eran los dominios de Tomás. A pesar de enfrentar una fuerte resistencia en algunos casos, en dos meses el sultán capturó muchas fortalezas en Corintia y la Argólida. El primer objetivo fue la ciudad de Tarso, poblada por albaneses, que se rindió después de un breve asedio. En Fliunte, el comandante local, Doxas, resistió hasta que los otomanos cortaron el suministro de agua subterránea del castillo y se vio obligado a iniciar conversaciones para la rendición; pero aprovechando la calma en la lucha, los otomanos entraron en el castillo a través de una sección sin guardia y masacraron a la guarnición. Akova y Roupeli, que resistieron hasta que el sultán casi abandonó el asedio, fueron los siguientes; y Mouchli fue tomada después de un asedio de tres días, nuevamente después de cortar su suministro de agua.
Los déspotas huyeron ante el avance del sultán: Tomás y su familia se dirigieron al pequeño puerto de Mantinea y se prepararon para zarpar hacia Italia si se acercaban los otomanos. Su hermano Demetrio también encontró refugio en Monemvasia. Mehmed II consideró atacarlo allí, pero fue disuadido debido a la necesidad de marchar primero a través del accidentado terreno de Laconia, lo que dificultaría el reabastecimiento. El ejército otomano se desplazó entonces al noroeste a través de las montañas hacia Patras, la capital de la porción de Tomás del Despotado. Esta última estaba desierta, dejando solo una pequeña guarnición en su ciudadela, que capituló tras un breve asedio. Apreciando la posición de la ciudad, envió mensajeros invitando a sus habitantes a regresar e incluso prometió una remisión total de impuestos durante algunos años. Desde Patras, el ejército otomano siguió la costa hacia el este nuevamente, capturando Vostitsa (la moderna Egio) en el camino y llegando antes que el Acrocorinto cuatro meses después de su partida.
La fortaleza, ahora liderada por Mateo Asen, quien había entrado en ella por la noche con setenta hombres y portando suministros, repelió los ataques iniciales del sultán. Mehmed II desplegó sus tropas para bloquearla, mientras enviaba destacamentos para atacar la región circundante. Como los suministros se agotaron, Asen cedió a las súplicas del obispo metropolitano local, que favorecía una capitulación. El 6 de agosto, Asen entregó la fortaleza bajo condiciones: se permitió que la guarnición se fuera y los habitantes debían permanecer en su lugar en lugar de ser llevados a la esclavitud. Actuando en nombre de los déspotas, Asen también acordó un nuevo tratado de vasallaje: el territorio conquistado por Mehmed, correspondiente al tercio noreste de Morea, permanecería bajo el dominio otomano, mientras que el resto se dejó al gobierno conjunto de los dos déspotas, a cambio de un tributo anual de tres mil piezas de oro. El historiador contemporáneo Jorge Esfrantzes también afirma que fue sólo en este momento que Patras fue entregada a los otomanos, junto con Kalávrita y Greveno.
El tratado fue resentido por los déspotas, especialmente por Tomás, de cuyos dominios se extrajo la mayor parte de la nueva provincia otomana, incluyendo su propia capital. Además, al dejar Acrocorinto en manos otomanas, Morea quedó indefensa. A pesar de sus onerosas condiciones, los déspotas lo aceptaron como un hecho consumado. Tras nombrar a Ömer, hijo de Turahan, como su gobernador en Morea, Mehmed regresó a Adrianópolis a principios de otoño. El sultán se llevó a miles de prisioneros capturados durante su campaña, quienes fueron reasentados en Constantinopla y sus alrededores, como parte de los esfuerzos de Mehmed por restaurar su nueva capital a su antigua gloria.

### Guerra civil en Morea (1459-1460)

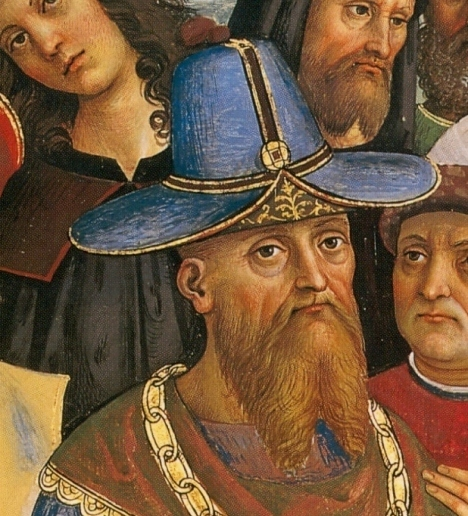
El déspota Tomás Paleólogo, detalle de un fresco pintado en la catedral de Siena.

La situación en Morea no mejoró tras la marcha del sultán otomano. Los dos déspotas se distanciaron aún más, especialmente cuando Mehmed buscó deliberadamente casarse con Helena, la única hija de Demetrio, y Tomás, amargado por la pérdida de la mayor parte de su territorio, se volvió contra Demetrio. Al mismo tiempo, los magnates locales no solo manipularon a los dos hermanos entre sí, sino que se comportaron cada vez más abiertamente desafiando la autoridad de los déspotas, hasta el punto de lanzarse ataques mutuos. Como comenta Nicol: «El distrito de Morea bajo gobierno turco era un modelo de orden comparado con el caos que reinaba en la zona bizantina».
En enero de 1459, Tomás se levantó en rebelión, buscando recuperar las fortalezas que se había visto obligado a ceder el año anterior.  Como resultado, los historiadores medievales, seguidos por muchos modernos, culpan a Tomás de los eventos posteriores, y especialmente a las maquinaciones de Nicéfor Loukanes, quien se dice que le aconsejó este movimiento. En junio de 1459, el papa Pío II convocó el Concilio de Mantua en un esfuerzo por fomentar otra cruzada anti otomana. A pesar de las apasionadas súplicas del cardenal nacido en Bizancio, Besarión, nada salió de la empresa, ya que los gobernantes de Europa occidental estaban enredados en sus propias intrigas y disputas. Besarión incluso dirigió una misión en Alemania para reunir apoyo, pero a pesar de las promesas del hombre, nada se materializó. Venecia, la única entre ellas con intereses inmediatos en Morea, tomó la precaución de reforzar sus fortalezas en la región, pero por lo demás se negó a comprometerse. Tomás envió emisarios al Consejo, solicitando la ayuda incluso de un pequeño ejército italiano. Una fuerza de trescientos infantes, pagada por el papa y la duquesa de Milán, se reunió y envió a Morea.
Con la ayuda de estos mercenarios, Tomás atacó Patras. Mientras la ciudad baja caía, la ciudadela resistió. El intento se abandonó en cuanto se acercó una fuerza de socorro otomana, mientras que los italianos pronto entraron en conflicto con los griegos. Esfrantzes informa que Tomás recuperó Kalávrita durante este tiempo, aunque un complot urdido por Loukanes para recuperar el Acrocorinto fracasó. Tomás tampoco dudó en atacar a su hermano al mismo tiempo, y pronto la posición de Demetrio se desmoronó: varios de sus comandantes comenzaron a actuar como señores independientes de facto en las fortalezas que gobernaban. Muchos de estos lugares —Kalamata, Zarnata, Leuctro y el resto de la península de Mani— cayeron en manos de Tomás. Se rumorea que en algún momento Demetrio ofreció el resto de sus tierras al sultán, a cambio de un señorío menor en otra parte del Imperio otomano, probablemente las islas de Lemnos e Imbros.
Mehmed II, informado de los acontecimientos en parte a través de los enviados de Demetrio, no intervino en persona. Ordenó a Tomás que devolviera sus ganancias, pero también envió a Hamza Zenevisi al sur para reemplazar a Ömer Bey y liderar su fuerza contra Tomás. Después de liberar a Patras, Hamza persiguió a las tropas de Tomás hasta Leontari, donde el déspota desplegó su ejército para enfrentarse a los otomanos. La caballería otomana rompió rápidamente las líneas moreotas, obligando a los hombres del déspota a refugiarse en el castillo de Leontari. Solo un brote de peste en el campamento otomano salvó el castillo, mientras los otomanos se retiraban. Demetrio, a su vez, sitió Leontari, pero el castillo fue liberado por Tomás, y Demetrio y su ejército tuvieron que retirarse a Mistrá. El caos se volvió total cuando los albaneses locales atacaron las tierras de ambas facciones, y las guarniciones otomanas en el noreste siguieron el mismo ejemplo, devastando Arcadia, el corazón de Morea.
Temiendo otra invasión otomana y cediendo a la presión popular, los dos hermanos organizaron una reconciliación pública en Kastritza, cerca de Esparta, pero esta duró poco. Las hostilidades fueron reanudadas por Demetrio esta vez, aparentemente porque Tomás seguía sin devolverle algunos de los castillos capturados. A principios de 1460, Tomás atacó Palaia Acaya, cerca de Patras, con sus propias tropas y las italianas, e incluso empleó un cañón; al carecer de artilleros experimentados, su efecto fue mínimo, y cuando llegaron las tropas otomanas al mando de Zağanos Pachá, el asedio fue abandonado. Entonces se volvió contra los dominios de su hermano. Aunque no logró capturar Mantinea, Tomás capturó la mayor parte de Laconia y envió emisarios a Mehmed II para pedir la paz.
En aquel momento, el sultán otomano pretendía emprender una campaña hacia el este contra Uzún Hasán de los Ak Koyunlu, y por lo tanto estaba dispuesto a conceder la paz a cambio de la vuelta al statu quo anterior (incluida la entrega de los fuertes capturados a Demetrio), el pago inmediato de tres mil piezas de oro y la comparecencia en persona ante un enviado del sultán en Corinto en un plazo de veinte días. Tomás se inclinaba a cumplir, pero no pudo obligar a sus magnates a entregar los fuertes que habían ocupado y apropiado para sí, ni a entregar el dinero necesario para el tributo. Como resultado, Mehmed II abandonó la campaña contra Uzún Hasán, y en su lugar dirigió su ejército hacia el sur, contra Morea, con el objetivo de incorporar directamente el resto de la península a su imperio.

### Segunda campaña moreota de Mehmed II (1460)

Mapa de Morea (Peloponeso) y sus principales emplazamientos a finales de la Edad Media.

Mehmed II partió de Adrianópolis en abril o principios de mayo de 1460, y llegó a Corinto 27 días después. Allí convocó a Demetrio para que acudiera en tres días, pero el déspota no acudió por temor a que el sultán le arrebatara a Helena; Demetrio envió a su esposa e hija a Monemvasia, y envió a Mateo Asen como enviado en su lugar. Asen fue recibido en audiencia por el sultán y el gran visir, Mahmud Pasha Angelović, pero las súplicas de Asen fueron rechazadas. Asen fue arrestado al día siguiente, y Mehmed II se dirigió al sur hacia los dominios de Demetrio. Mahmud Pasha fue enviado por delante hacia Mistrá, donde Demetrio se había refugiado en el castillo de la ciudad. Mahmud pidió al déspota que entregara el castillo, pero este se negó a menos que recibiera garantías para su seguridad. Se dice que Demetrio planeó huir a Monemvasia, pero Critóbulo al menos consideró que todo el asunto no era más que un espectáculo hipócrita para el público, ya que Demetrio se había resignado a rendirse. El 30 de mayo de 1460, casi exactamente siete años después de la caída de Constantinopla, Mistrá fue entregada a los otomanos.
Mehmed II llegó a Mistrá el 31 de mayo. El sultán recibió a Demetrio con honores, levantándose del trono para saludarlo, sentando al déspota a su derecha y prometiéndole recompensarlo con un nuevo dominio en Tracia. El sultán envió emisarios a Monemvasia, donde la esposa y la hija de Demetrio habían sido llevadas por seguridad. El gobernador local, Manuel Paleólogo, accedió a entregarlas, pero se negó a entregar la ciudad; en cambio, reconoció al déspota Tomás como su señor. Mehmed II pasó cuatro días en Mistrá, ordenando el refuerzo de sus fortificaciones e instalando allí una guarnición, antes de proseguir la conquista del resto de Morea, acompañado por Demetrio. 
La ciudad de Vordonia capituló sin resistencia, pero Kastritza inicialmente resistió los ataques jenízaros, pero poco después, privados de agua y alimentos, se rindieron. La guarnición fue ejecutada por orden del sultán, las mujeres y los niños vendidos como esclavos y la ciudad destruida. Mehmed II marchó entonces sobre Leontari y la encontró desierta, ya que sus habitantes habían huido al castillo fuertemente fortificado de Gardiki. Debido a la falta de agua y provisiones, el hacinamiento de los refugiados y el calor del verano, el castillo se rindió después de solo un día. Se dice que seis mil personas fueron masacradas como consecuencia; solo su comandante, Manuel Bochalis y su familia escaparon de este destino, ya que eran parientes de Mahmud Pasha. La masacre en Gardiki sembró el terror en Morea, y los gobernadores de los otros castillos se rindieron al sultán. Mehmed II reunió a unos diez mil habitantes de estos castillos y los envió a los suburbios de Constantinopla.
Tomás no pudo ofrecer ninguna resistencia significativa al avance otomano; las tropas italianas lo abandonaron y, después de dedicarse a algunos saqueos propios, partieron hacia Italia. El déspota abandonó su residencia, Kalamata, y se dirigió a la fortaleza veneciana de Navarino. Instado por las autoridades venecianas a partir, y con Mehmed II y su ejército acercándose, Thomas zarpó con su familia hacia Corfú en julio, llevando consigo las reliquias de san Andrés, patrono de Patras. Desde allí navegó hacia Italia, llegando a Ancona el 16 de noviembre. Los venecianos trataron al sultán con estudiada amabilidad, a pesar de que la caballería otomana asaltó los alrededores de Navarino y mató a ciudadanos venecianos. El sultán renovó sus acuerdos con Venecia con respecto a las diversas fortalezas que la República tenía en el área, mientras que Zagan Pasha operaba más al norte y conquistó Kalávrita, Clemutsi y Santameri. El trato brutal de Zagan Pasha a las poblaciones rendidas, que fueron asesinadas o vendidas como esclavas, llegó a ser demasiado incluso para el sultán, que temía que pudiera provocar más resistencia; por lo tanto, reemplazó a Zagan por Hamza Zenevisi. Solo una fortaleza resistió contra los otomanos durante un período más largo: Salmenico, cuyo comandante, Graitzas Paleólogo, no capituló hasta julio de 1461. La única fortaleza que escapó a la captura fue Monemvasia, cuyos habitantes, por consejo de Tomás, se pusieron bajo la autoridad del papa, antes de someterse a Venecia en 1464 con la esperanza de una mayor seguridad de los otomanos.

## Consecuencias

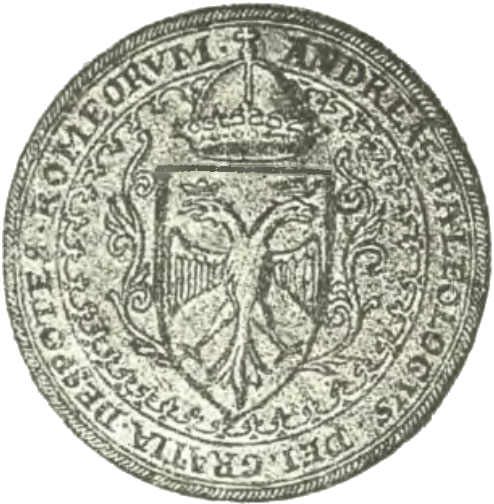
Sello de Andrés Paleólogo, hijo de Tomás, con la inscripción «Andrés Paleólogo, por la gracia de Dios, Déspota de los romanos».

Mehmed II abandonó Morea a finales del verano, llevándose consigo a Demetrio y su familia. Helena no entró en el harén del sultán, y Demetrio recibió las ganancias de las islas de Imbros y Lemnos, así como de la ciudad tracia de Eno y partes de las islas de Tasos y Samotracia, además de pagos adicionales, de modo que recibió unos ingresos anuales de setecientos mil akçes de plata, antes de que un escándalo de malversación lo deshonrara y redujera su pensión a una mucho menor. Aquejado de una enfermedad cada vez mayor y de avanzada edad, Demetrio se retiró a un monasterio en Adrianópolis, donde él y su esposa murieron en 1470, poco después del fallecimiento de su hija Helena. Tomás fue recibido con esplendor en Roma por el Papa, donde falleció en 1465. Su hijo mayor, Andrés, reclamó los títulos de «Déspota de Morea» y posteriormente de «Emperador de Constantinopla» y esperaba recuperar las posesiones de su padre, pero posteriormente vendió sus derechos al rey Carlos VIII de Francia. Murió en 1502, legando sus derechos a Fernando II de Aragón e Isabel I de Castilla. Su hermano menor, Manuel, abandonó Roma para ir a Constantinopla, donde pasó el resto de su vida bajo el patrocinio del sultán.